# Cassiduloides
Els cassiduloides (Cassiduloida) són un ordre d'equinoïdeus irregulars. Aquest eriçons van aparèixer al Juràssic inferior (Toarcià). Van experimentar un gran èxit evolutiu al Mesozoic, però a l'actualitat només queden unes poques espècies.

## Característiques
Els cassiduloides són eriçons irregulars de cos lleugerament ovoide; la boca està avançada cap a un costat i no tenen llanterna d'Aristòtil. La cara aboral (superior) és convexa i la cara oral (inferior) és plana. Cada placa ambulacral té un únic podi i presenten fil·lodes a la superfície oral (zones on els podis es transformen en tentacles tròfics).

## Taxonomia
L'ordre Cassiduloida inclou tres famílies, amb 76 espècies fòssils i 14 d'actuals:
- Família Cassidulidae L. Agassiz & Desor, 1847
- Família Neolampadidae Lambert, 1918
- Família Pliolampadidae Kier, 1962 †